# (36029) 1999 NF57
1999 NF57 (asteroide 36029) é um asteroide da cintura principal. Possui uma excentricidade de 0.20705970 e uma inclinação de 11.32232º.
Este asteroide foi descoberto no dia 12 de julho de 1999 por LINEAR em Socorro.